# Jacquette de Montbron

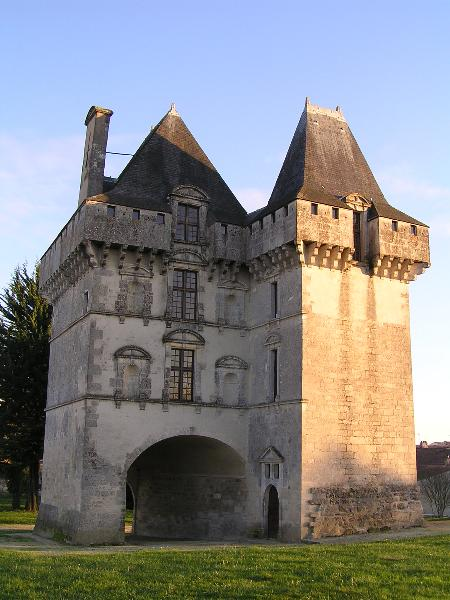
Château de Matha

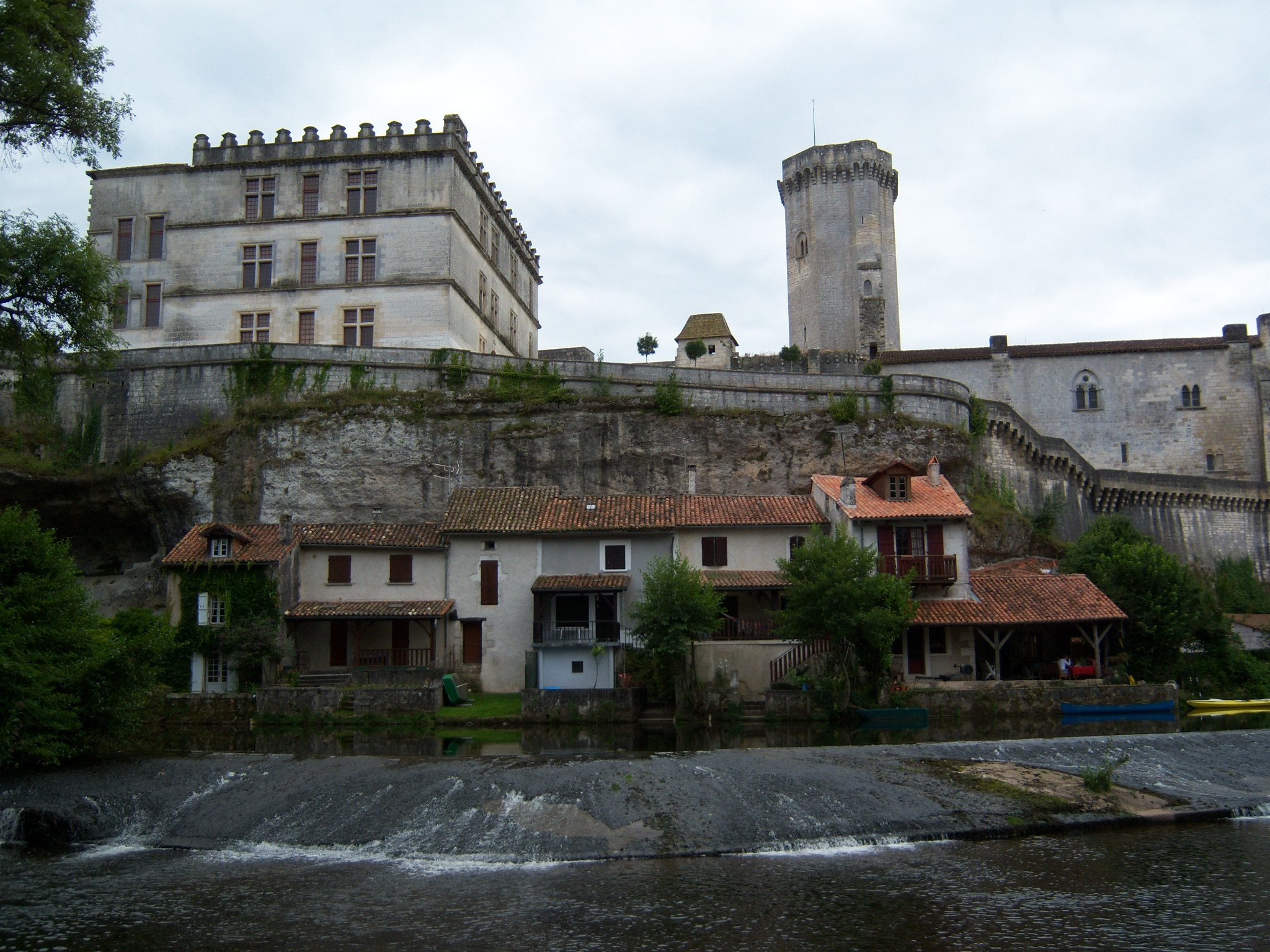
Palacio de Bourdeilles

Jacquette de Montbron o de Montberon (1542 - 28 de junio de 1598) fue una arquitecta del siglo XVI, dama de honor de las reinas Catalina de Médici y de Luisa de Lorena.

## Biografía
En 1558, se casó con André de Bourdeille, con que tuvo seis hijos y que murió en 1582 dejándola responsable de sus bienes. Ella hizo construir un castillo en Matha que se inspira en las normas arquitectónicas italianas que había leído en los libros de Sebastiano Serlio.
Formó parte de las damas favoritas de la reina-madre Catalina de Médici en 1587 y después volvió a sus tierras en 1588. El corte que reúne entonces cuenta con su cuñado Pierre de Brantôme y Jean de Champagnac. Durante las guerras de religión, fue asediada en su castillo de Matha por el príncipe de Condé en 1588 y se negó a entregarle a los católicos refugiados allí.
Recibe en 1589 un legado de 4 000 escudos de la reina y lo utiliza para la construcción de un castillo de estilo Renacimiento cerca del antiguo en Bourdeilles, en el Périgord, que dirige ella misma,. Las influencias italianas son más fuertes que en Matha.
Muere en 1598 y su oración fúnebre fue escrita por su cuñado, el escritor Brantôme.